# Mesadactylus
Mesadactylus ornithosphyos
Genre
Espèce
Mesadactylus (« doigt de mesa ») est un genre fossile de ptérosaures de la formation de Morrison du Jurassique supérieur d'âge Kimméridgien-Tithonien du Colorado, aux États-Unis. Le genre a été nommé en 1989 par Jim Jensen et Kevin Padian. L'espèce type est Mesadactylus ornithosphyos.

## Fossiles
Selon Paleobiology Database en 2025, le genre Mesadactylus a une seule collection référencée de fossiles,. cette seule collection de fossiles est du Kimméridgien supérieur au Tithonien inférieur du Jurassique supérieur, c'est-à-dire date de 152,21-145,06 Ma avant notre ère .

## Historique
L'holotype est BYU 2024, un synsacrum de sept vertèbres sacrées, présentant une fusion complète des épines en une lame supraneurale, caractère unique chez un ptérosaure et, comme l'indique le nom spécifique, plus typique des oiseaux, ce qui a d'abord conduit Jensen à attribuer le fossile à un oiseau, Palaeopteryx (en).
D'autres restes associés comprennent des os de bras, des os de la ceinture pectorale, des vertèbres (notamment cervicales et sacrées) et des fémurs. Du matériel supplémentaire a été décrit en 2004 (incluant une boîte crânienne partielle) et en 2006 ; dans cette dernière publication, les auteurs ont suggéré que son contemporain de plus grande taille Kepodactylus pourrait être le même animal, bien qu'il existe des différences mineures,.
Jensen et Padian ont classé Mesadactylus comme un ptérodactyloïde. En 2007, S. Christopher Bennett a affirmé que l'holotype et le matériel rapporté provenaient de formes différentes et que, bien que ce dernier soit effectivement de nature ptérodactyloïde, le synsacrum appartenait à un membre des Anurognathidae.

## Taille et statut taxonomique
Le spécimen original consiste en sept vertèbres sacrées fusionnées, mesurant un peu plus de 4 cm (un peu moins de 2 pouces) de long . Les dimensions complètes de Mesadactylus demeurent incertaines en raison des débats taxonomiques entourant ce genre. Mesadactylus est plus grand que la plupart des autres anurognathidés, mais resterait encore assez petit, ayant une envergure d'environ 70 cm (28 pouces), selon l'interprétation de Bennett qui considère ce ptérosaure comme un membre des Anurognathidae plutôt qu'un ptérodactyloïde.

### Publication originale
- [1989] (en) J. A. Jensen et K. Padian, « Small pterosaurs and dinosaurs from the Uncompahgre fauna (Brushy Basin Member, Morrison Formation; ?Tithonian), Late Jurassic, western Colorado », Journal of Paleontology, vol. 63, no 3,‎ 1989, p. 364-373 (DOI 10.1017/s0022336000019533).